# ロンドン地下鉄1973形電車
ロンドン地下鉄1973形電車(英:London Underground 1973 Stock)は1975年7月19日に営業運転を開始したロンドン地下鉄ピカデリー線用の電車。ロンドン地下鉄の2種類ある車両サイズのうち、小さいほうのサイズの車両群に属する。

## 概要
1973形電車はピカデリー線のヒースロー・セントラル駅（現ヒースロー・ターミナルズ1,2,3駅）への延伸に備え、所要車両数が増加すること、大荷物の空港旅客への対応を考慮し、既存の1956形、1959形、1938形を全車置き換える形で1972年から1975年にかけて87編成+3両がメトロキャメルで製造され、1977年までに全編成が就役した。1973形電車にはヒースロー空港への旅客のための荷物スペースがドア脇に設けられている。1956形、1959形はノーザン線に転用され、1938形は廃車された。1973形以前に使用されていた各形式及び直前に製造された1967形、1972形よりも車体長が延長されて18m級となり、従来車7両編成を6両編成で置き換えた。（1972電車以前は妻面に蛍光灯が設置されていた。)編成全長は6m短くなったが、これは登場時にワンマン運転(One Person Operation, OPO)対応が既に予定されていたため、ホーム有効長とあわせたためである。本文中の車両形式略号などはロンドン地下鉄の車両形式および車両番号の付与方法を参照のこと。

## 外観

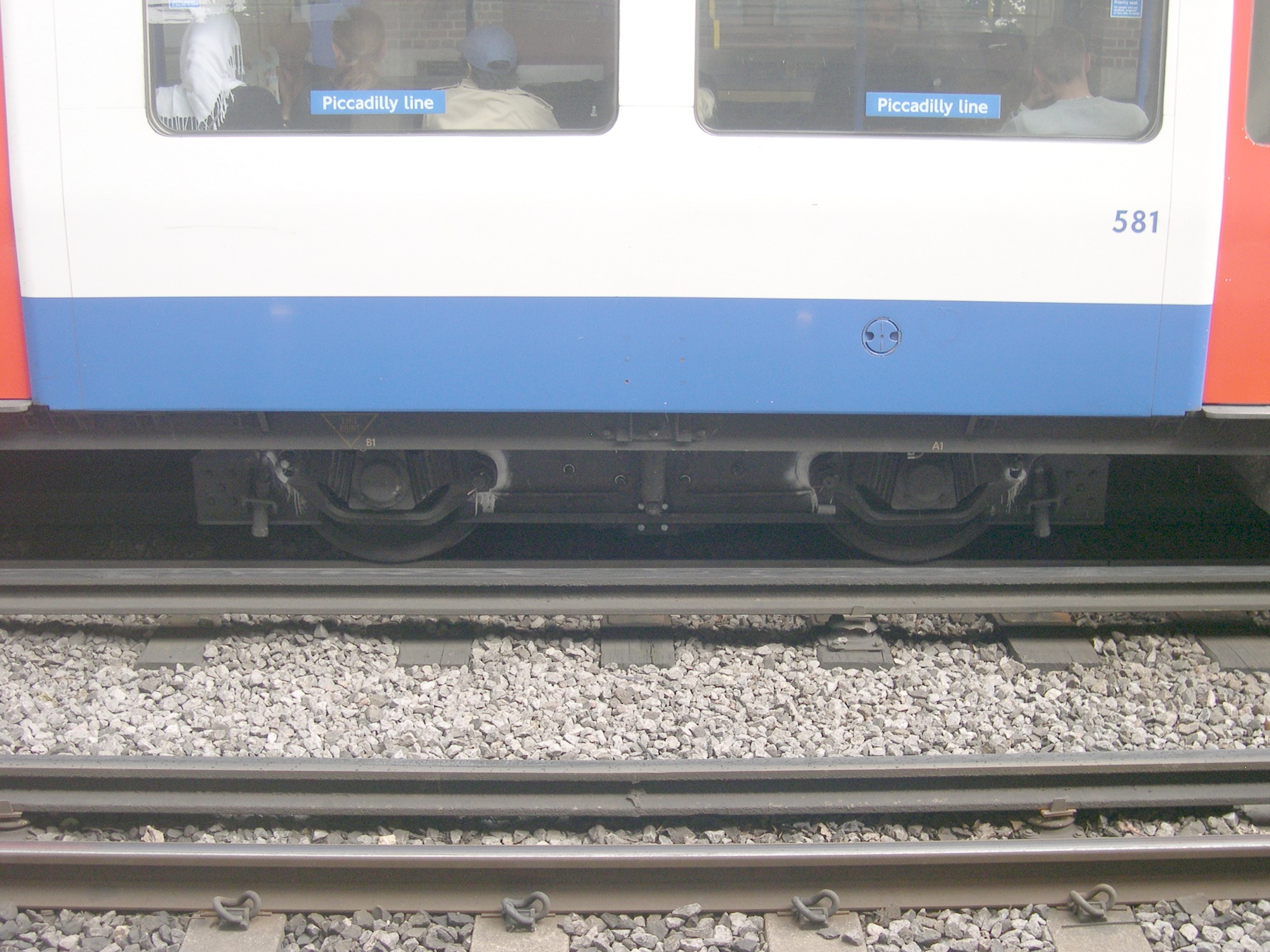
1973形電車台車

片側4扉、うち中央部2箇所が両開き、車端部2箇所が片開きである。1967形以降のロンドン地下鉄各形式に見られるこの扉配置は、床面高さを下げるために台車上部が台枠内に入り込む構造上、強度が落ちる開口部を台車直上に配置しないためのものである。先頭車はドア1箇所分を運転台としているため、3扉である。製造時はアルミ無塗装、前面下部のみ赤色に塗装されていたが、後の更新時に赤青白のロンドン地下鉄標準色に塗装されている。

## 内装

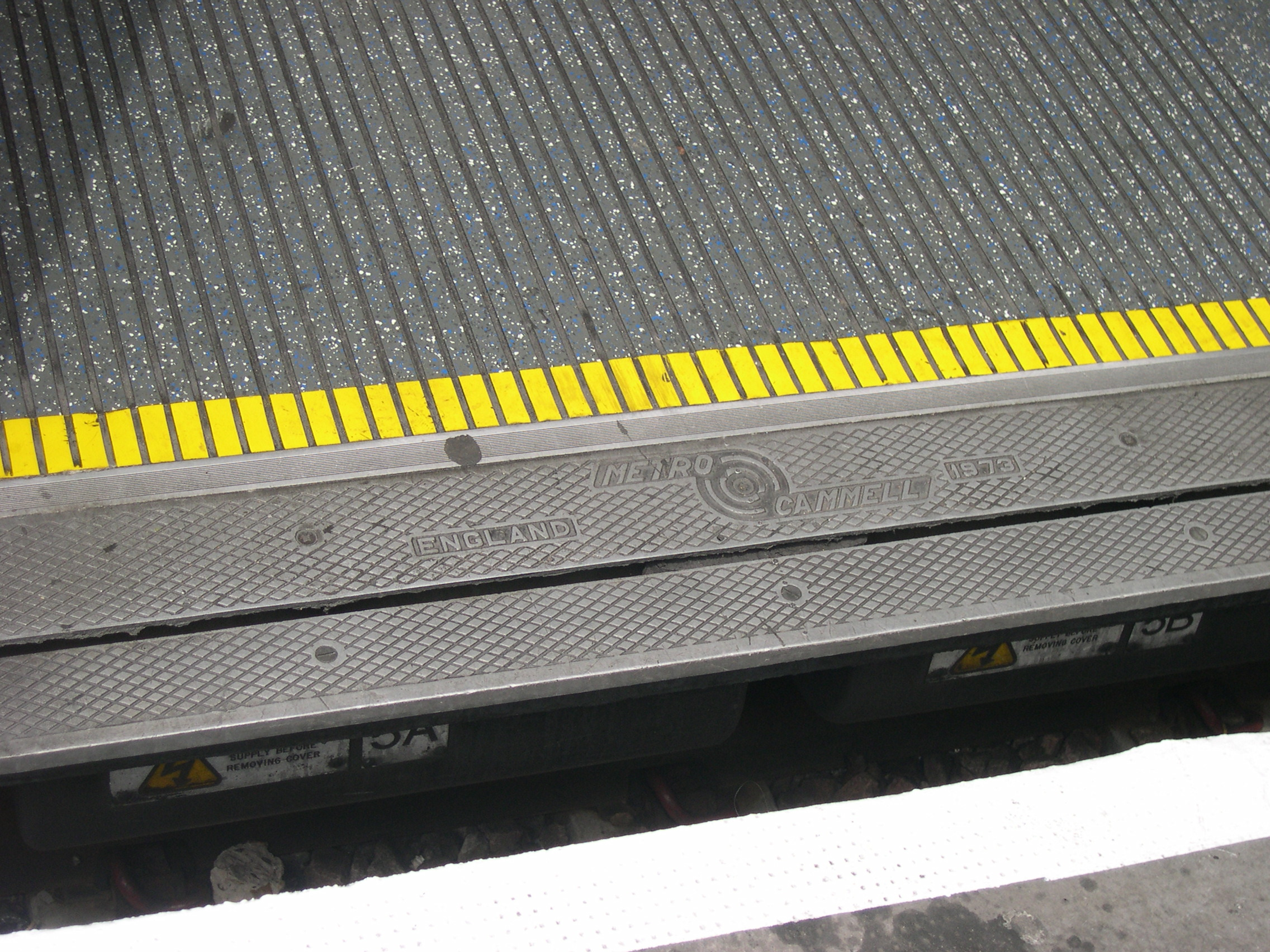
1973形電車製造銘板

登場当初は車両中央部に4組のボックスシートを備え、それ以外の部分がロングシートだったが、更新時に全座席ロングシートとなっている。すべての窓は固定窓とされ、強制換気装置が設置されている。

## 編成
3両1ユニット2組を連結した6両編成が標準であり、下記の編成を組む。
DM - T - UNDM + UNDM - T - DM
UNDMの位置にDMが組み込まれた両運転台ユニットが21ユニット存在する。制御電動車(DM)には運転台と制御器が、簡易運転台つき中間電動車(UNDM)には制御器が、付随車(T)には空気圧縮機などの補助機械が搭載されている。両運転台ユニットのTには空気圧縮機が2台搭載されている。
営業運転に使用される編成はすべて2ユニットが組み合わされたもので、1ユニットでの運転は車両基地内でしか行われないが、1994年に廃止されたアルドウィッチ支線では両運転台ユニットによる折返し運転が行われていた。
片運転台ユニットのDMには100 - 253の、Tには500 - 653の、UNDMには300 - 453の番号が付与され、同ユニット内3両の下2桁の番号は同一である。両運転台ユニットのDMには854 - 895が、Tには654 - 694の偶数番号が付与され、偶数番号のDMとTの下2桁の番号は同一、奇数番号のDMの番号は偶数番号のDMに1を加えたものである。

## ブレーキ装置
1973形電車では従来の車両で行われていたブレーキ用空気管の引き通しを廃止している。従来車では空気管が切断されると非常ブレーキが作動されるよう設計されていたが、1973形電車ではこれをFault AnnunciatorまたはTrain Equipment Panel(TEP)と呼ばれるモニタ装置で行うよう変更された。

## 運用
1973形電車はロンドン北東のコックフォスターズ車両基地と、西部のノースフィールド車両基地で管理され、ロンドン地下鉄標準の赤青白の3色に塗装されている。ピカデリー線でのピーク時の運行には76編成が必要である。

## 改造工事
就役後各種の改造工事が行われている。

### ワンマン運転対応改造
1986年から1987年にかけてワンマン運転(英語ではOne Person Operation、OPOと呼ぶ)対応の列車無線設置、ドア関係電気回路変更などの改造が行われた。

### モニタ装置交換
モニタ装置の信頼性向上のため、1992年から1994年にかけてTEPはTrain Management Systemと呼ばれる装置に交換されている。

### 更新工事

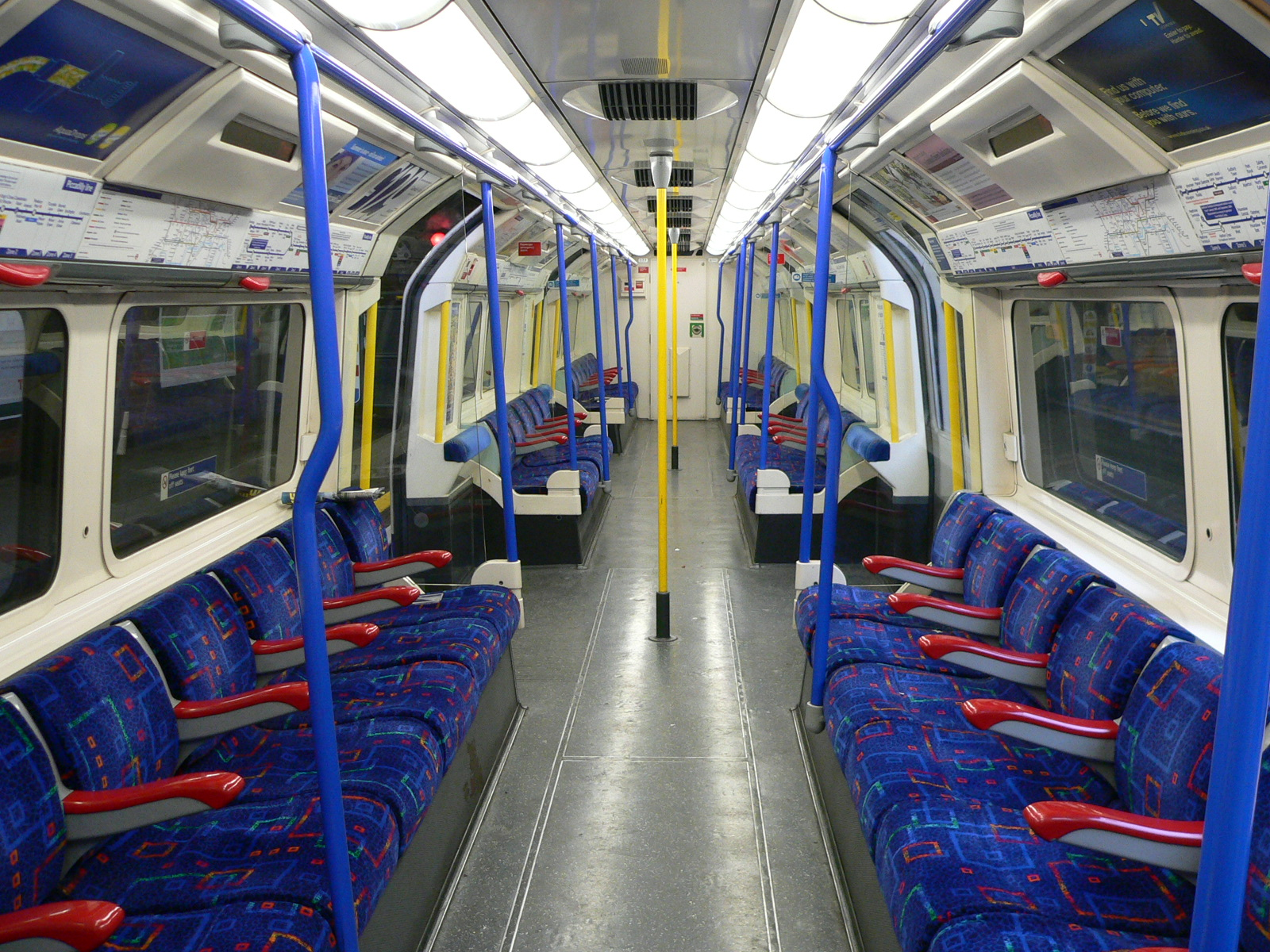
更新後の1973形内装

1990年10月に190-590-390ユニットに試作更新工事を施工し、123-523-323ユニットに更新車との併結改造を施した後営業運転が行われた。
当初更新工事はRFSと契約されたが、工事開始前にRFPがボンバルディア・トランスポーテーションに吸収されたため、工事はボンバルディアが施工した。更新工事では内装がすべて取り外され、一部ボックスシートだった車内が全ロングシート化されるとともに、ドア付近に荷物スペースとして椅子のない部分が設けられた。LED式の車内案内装置と自動放送装置が設置され、連結面に窓が設けられた。工事は1996年から2001年にかけて施工され、最後の未更新車が2001年早々にノースフィールド車両基地に取り込まれ、同年7月に更新を終えて営業に復帰した。

### 特殊塗装
1995年6月から下2けた96と67のユニットがユナイテッド航空の広告塗装とされた。同年8月からは座席モケットも専用のものに交換されたが、両ユニットの更新工事により通常の車両と同じ塗装、内装となっている。

### 座席交換
2005年にシートモケットを含む座席の交換が行われた。交換後のモケットはノーザン線用1995形等と同一である。

## 自動放送装置
1973形には当初他の路線とは異なる方式の放送装置が設置されていた。他の路線ではGPSと車輪の回転数を利用した自動放送装置が採用されている一方、1973形のものは運転士がコードを入力することで作動するものだった。この方式は煩雑だったため運転士自身が放送をおこなうことが多かったようである。2006年11月に車内案内装置とあわせて放送装置も更新された。運転士は「通勤」と「観光」の2モードから放送を選択できる。運転士はコードを入力することで"please stand clear of the doors（ドア付近をお空けください）"、"Let customers off the train first please（お降りのお客様を先にお願いします）"等の放送を流すことも出来る。「通勤」モードでは観光地への最寄り駅の案内が省略される。
観光地への最寄り駅"には以下の駅、施設が含まれる:
キングス・クロス・セント・パンクラス駅: "王立盲人教会"
ラッセル・スクウェア駅: "大英博物館"
コヴェント・ガーデン駅: "ロンドン交通博物館"
グリーン・パーク駅: "バッキンガム宮殿"
ナイツブリッジ駅: "ハロッズ"
サウス・ケンジントン駅: "博物館群とロイヤル・アルバート・ホール"
アールズ・コート駅: "アールズ・コート展示会場"
ホルボーン、ナイツブリッジ、バロンズ・コート駅などでは電車とホームの間が広く開いている部分があるため、"Please mind the gap between the train and the platform（電車とホームの隙間にご注意ください）"の放送が流れる。
2007年12月、セント・パンクラス国際駅が車内案内装置と自動放送装置に追加された。放送内容は以下の通り。
"This is Kings Cross St Pancras. Change here for the Victoria, Northern, Hammersmith and City, Metropolitan and Circle Lines and national and international rail services".
2008年3月に更なる微修正が加えられ、各駅到着直後の放送に"Please mind the gap between the train and platform"が加えられた。 
放送例: "Please mind the gap between the train and the platform. This is Barons Court. Change for the District Line. This is a Piccadilly Line service to Heathrow Terminals 1,2,3 and 5"
ヒースロー空港ターミナル5開業時から、ハットン・クロス駅とホーンスロー・ウェスト駅ではヒースロー空港のターミナル4またはターミナル5への行き方が説明されるように変更されている。

## 参考資料
- Brian Hardy (1997). London Underground Rolling Stock 14th Edition. Capital Transport. ISBN 1854141937
- Brian Hardy (2002). London Underground Rolling Stock 15th Edition. Capital Transport. ISBN 1854142631
- 「ロンドン地下鉄の130年史 8」 渡邉耕司 交友社『鉄道ファン』1998年11月号（通巻451号）掲載
- “1973 Tube Stock Specifications”.   Transport for London. 2009年7月19日閲覧。
- “1973 Tube Stock”.   Squarewheels.org.uk. 2009年7月19日閲覧。
- “London Underground 1973 Tube Stock”.   Tubeprune. 2009年7月19日閲覧。
- “London Underground Rolling Stock Sizes, Measurements and Details”.   Tubeprune. 2009年7月19日閲覧。
- Tubeprune - 1973 Tube Stock